# スタア★アクション★百田
スタア★アクション★百田（百田和仁、ももたかずひと 1967年2月15日）は、日本のロックバンド「Adam」のボーカリスト。奈良県奈良市出身。

## 略歴
- 1982年：15歳の頃、SEX PISTOLS、THE CLASH、Ramones、THE MODS、ARB、THE STALIN などのパンクロックに影響を受けロックバンドを始める。
- 1986年：数々のバンドを経て「THE REBLS（）」を結成。
- 1988年：関西エルマガジン社「コカコーラ・サウンドヒーロー88,人気投票」にてグランプリを獲得。
- 1988年
  - 株式会社プロモーション・アイの専属アーティストとなる。
  - 全国規模でライブ活動を展開し、数々のTVやラジオ、雑誌媒体に露出。
- 1990年：株式会社プロモーション・アイ退社
- 1990年
  - 「新星堂 ロックインコンテスト」にて日本青年館に出演、全国大会グランプリ＆ベストボーカリスト賞を受賞。
  - 「YAMAHA バンドエクスプロージョン」にて日本武道館に出演、キングレコード賞を受賞。
  - 「ホリプロ 一点突破バンドバトル」にて渋谷公会堂に出演。
- 1992年：「THE REBLS」を解散し、ドラムスのDo!藤崎と共に「Adam」を結成。
- 1994年：上京。
- 1996年：徳間ジャパンコミュニケーションズより、NHKラジオドラマ『BANANA FISH』のエンディングテーマ「言葉にできない」で、ソロとしてメジャーデビュー。
- 1997年：徳間ジャパンコミュニケーションズより、ロックバンド「Adam」として「抱きしめたい君を」でメジャーデビュー。
- 2016年：15年ぶりのニューアルバム「飴をください」をリリース。

## ディスコグラフィ
- 言葉にできない（徳間ジャパンコミュニケーションズ）：NHKラジオドラマ『BANANA FISH』のサウンドトラック、エンディングテーマ
- 抱きしめたい君を（徳間ジャパンコミュニケーションズ）
- BANG!（BIG BANG LABEL）
- POWER（BIG BANG LABEL）
- STAR☆ROCK（BIG BANG LABEL）
- Sexy…I,m sorry（MEROMERO LABEL）
- 君が好きだと叫びたい：TVアニメ『SLAM DUNK』主題歌（着うたサイト「熱烈!アニソン魂」）
- 飴をください（いっぱち堂 LABEL）
- BLAZING FIRE（Sammy サミー株式会社）：ぱちんこ「CRモンスターハンター4」挿入歌

## V.T.R
- KNOCK ON WAVE（JICC出版局）
- Adam promotion video
- 抱きしめたい君を（徳間ジャパンコミュニケーションズ）
- STAR☆ROCK（BIG BANG LABEL）
- MERO★MERO★VIDEO vol.0（MEROMERO LABEL）
- MERO★MERO★VIDEO vol.1（MEROMERO LABEL）
- ロマンチカ～Romantica（いっぱち堂 LABEL）

## テレビ
- Live TOMATO（TVK テレビ神奈川）
- Live King（ABC 朝日放送）
- 気ままにBand Be 2（KBS 京都テレビ）
- 白井貴子STATION PARADICE（KBS 京都テレビ）
- HIT BOX（TVS テレビ埼玉）
- HOT WAVE（TVS テレビ埼玉）
- 常盤6丁目一番街・二番街（TVS テレビ埼玉）
- PICKKY PICKER（CTC 千葉テレビ）
- チョベリグ（KSB 瀬戸内海放送）
- ガッチャ！（KSB 瀬戸内海放送）
- ソングラ（テレビ東京）
- 学校へ行こう！（TBSテレビ）
- 電波少年的放送局（NTV 日本テレビ）

## ラジオ
- サタデーホットリクエスト（NHK-FM放送）
- Adam Radio Action! （MBS 毎日放送）
- ヤンタンMAX（MBS 毎日放送）
- イカスぜお前（bayfm）
- who who who（文化放送）

## 有線放送
- Adam 2時間スペシャル番組 / 株式会社USEN

## 書籍
- ROCK名鑑（JICC出版局）
- BANDやろうぜ（JICC出版局）
- CDでーた（角川書店）
- 月刊 Mannish（双葉社）
- ガテン（株式会社リクルート）～「スタア★アクション★百田と、格闘家菊田早苗の人生相談」～